# Мухомор червоніючий
Мухомор червоніючий, мухомор сіро-рожевий, або маремуха (Amanita rubescens) — умовно-їстівний гриб з родини мухоморових (Amanitaceae).

## Опис
Шапинка діаметром 3-10 іноді 15 см, напівсферична, згодом опукло- або плоскорозпростерта, сірувато-коричнювато-рожевувата, іноді з пурпуровим відтінком з великими білуватими або сіруватими бородавчастими, у центрі часто гостро конусоподібними, нестійкими лусками. Пластинки широкі, густі, білуваті, згодом брудно-рожевуваті. Спори 7-11 × 5-7 мкм, широкоовальні, гладенькі. Ніжка 3-10 × 1,5-3,5 см, щільна, внизу з великою окантованою бульбою, кольору шапки, борошнисто-луската, з широким, знизу білим, зверху рожевуватим пластівчастим кільцем, з прирослою піхвою. М'якуш спочатку білуватий, згодом рожевуватий, у ніжці внизу червонуватий, солодкий, з віком гоструватий, без особливого запаху.

## Поширення та місця існування
Росте у хвойних та листяних лісах по всій Україні; у липні — жовтні. Умовно їстівний гриб.

## Використання
В кулінарії використовують свіжим після відварювання (відвар вилити!) та в сушеному виді (шапинки). Має відмінні смакові якості. Зовні дуже подібний до отруйного мухомора пантерного, тому при збиранні треба бути уважним.

## Галерея

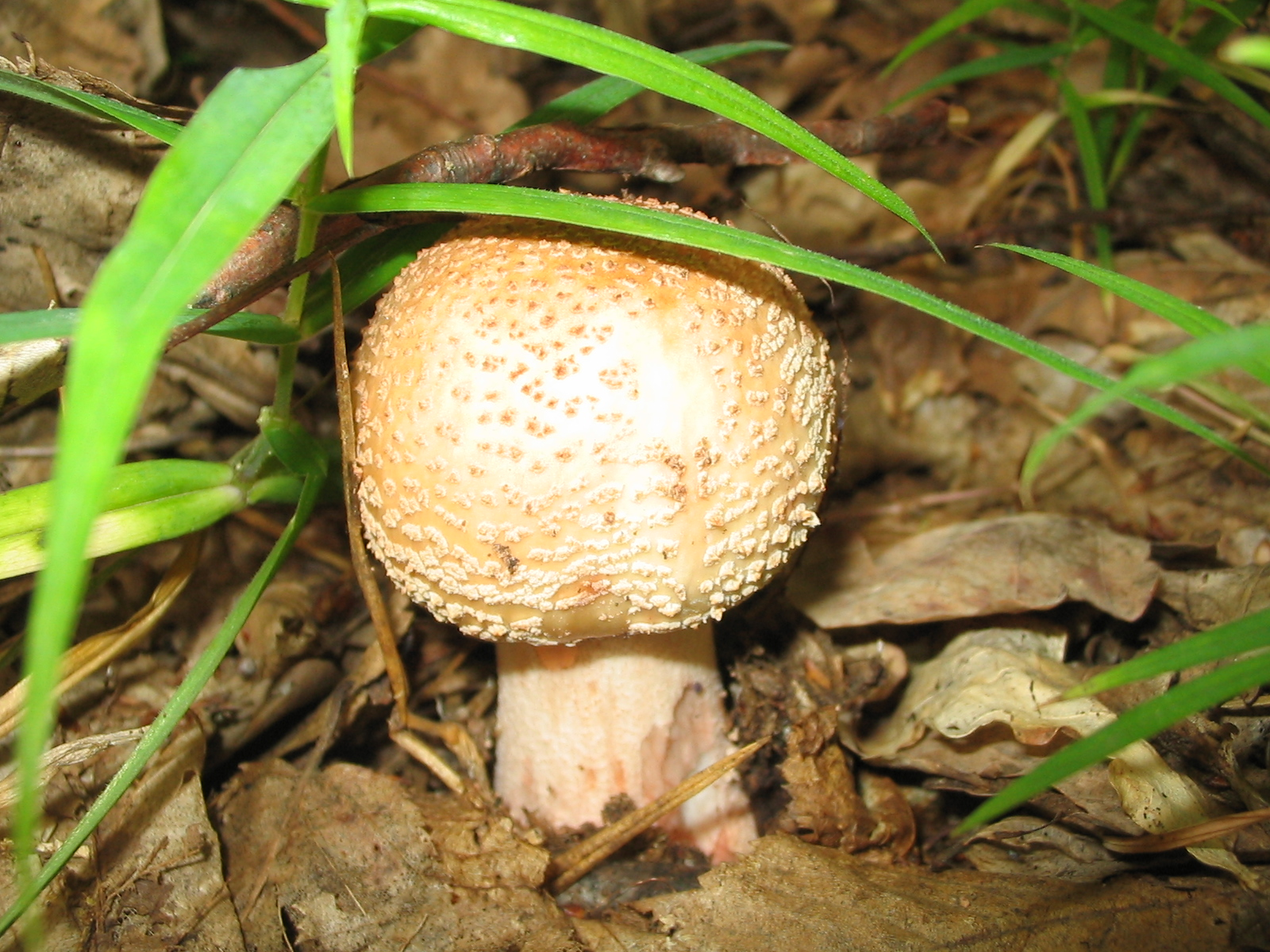
Молодий гриб
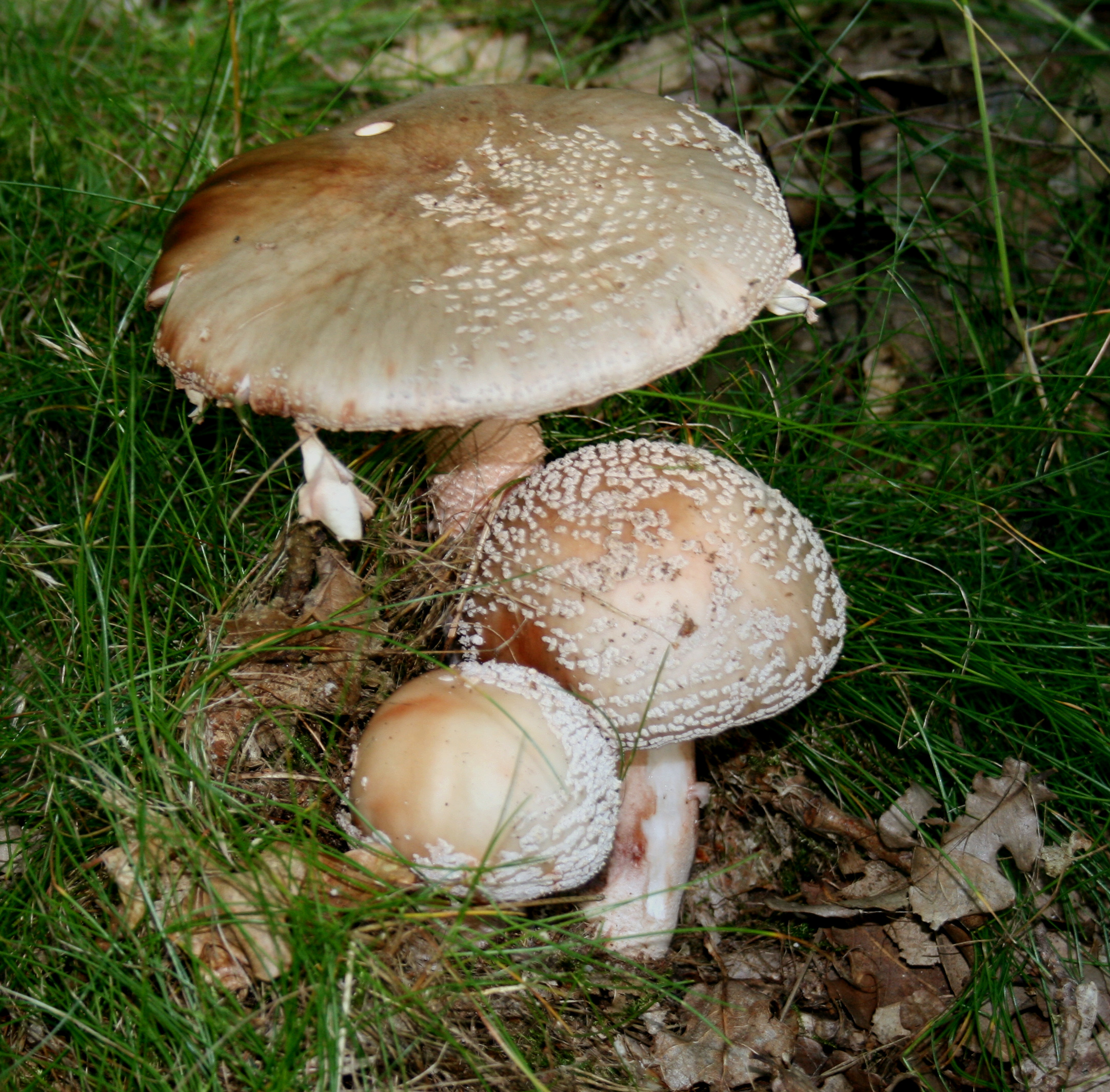
Amanita rubescens
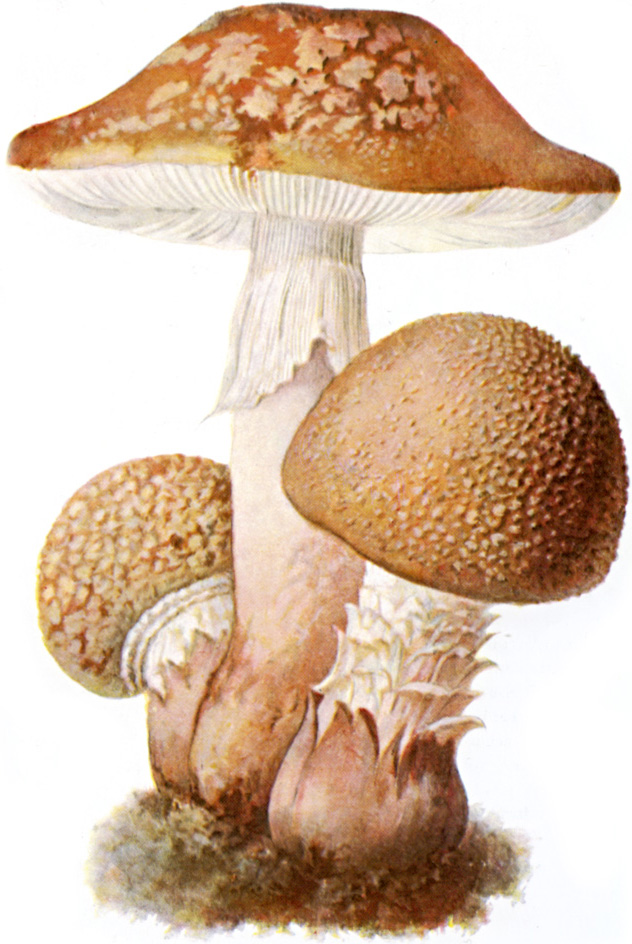
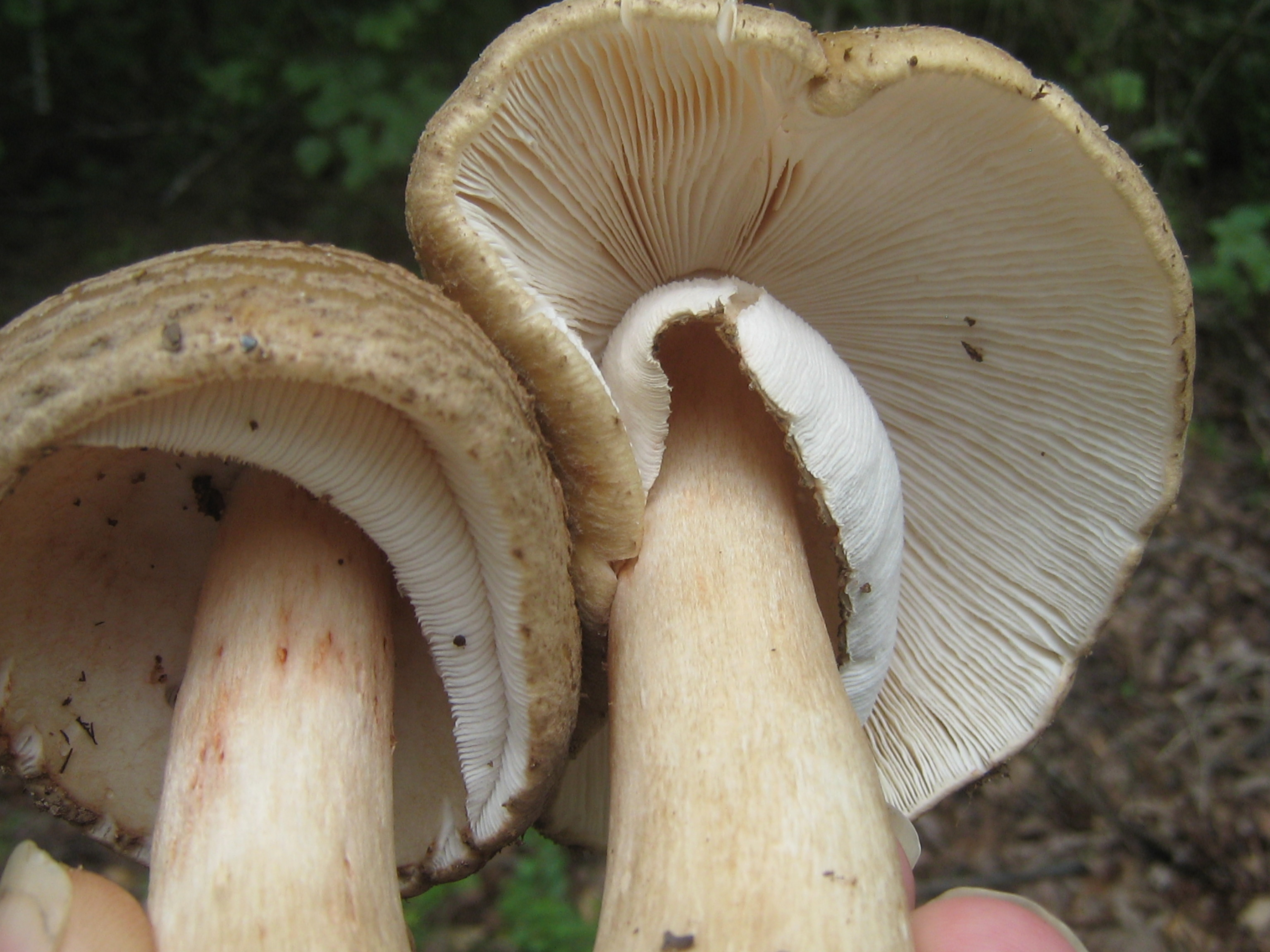
Amanita amerirubescens
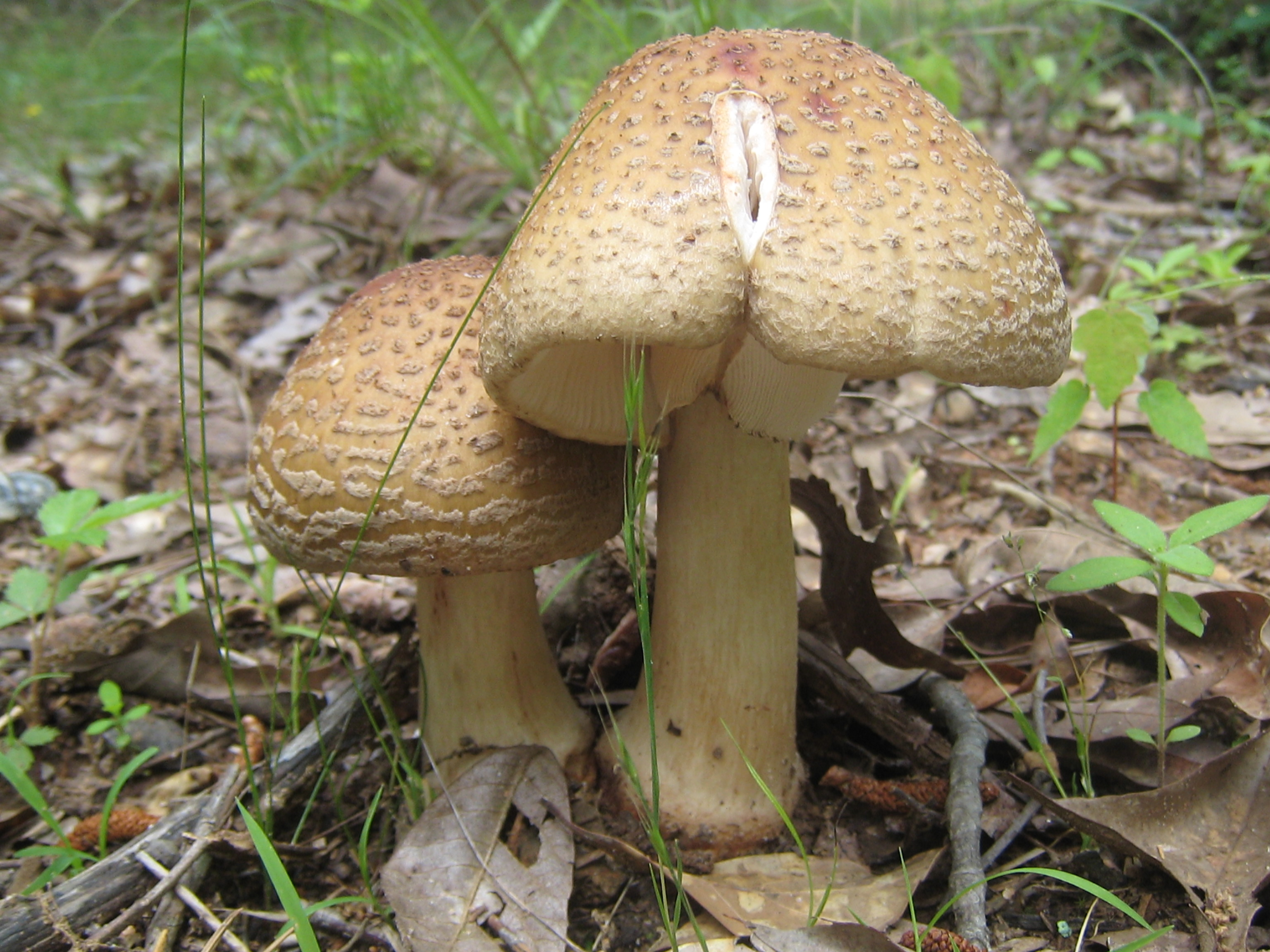
Amanita amerirubescens
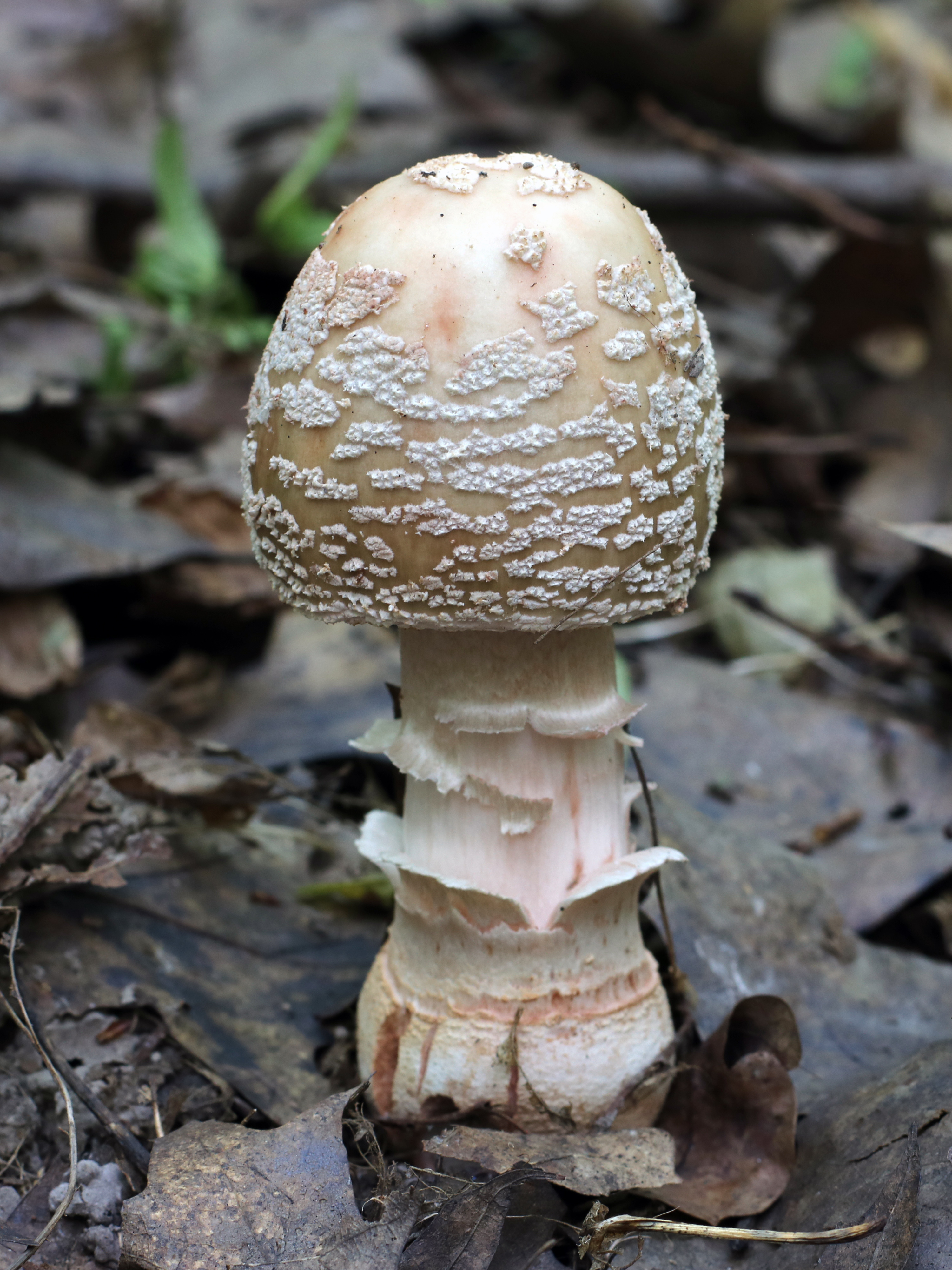
Amanita rubescens
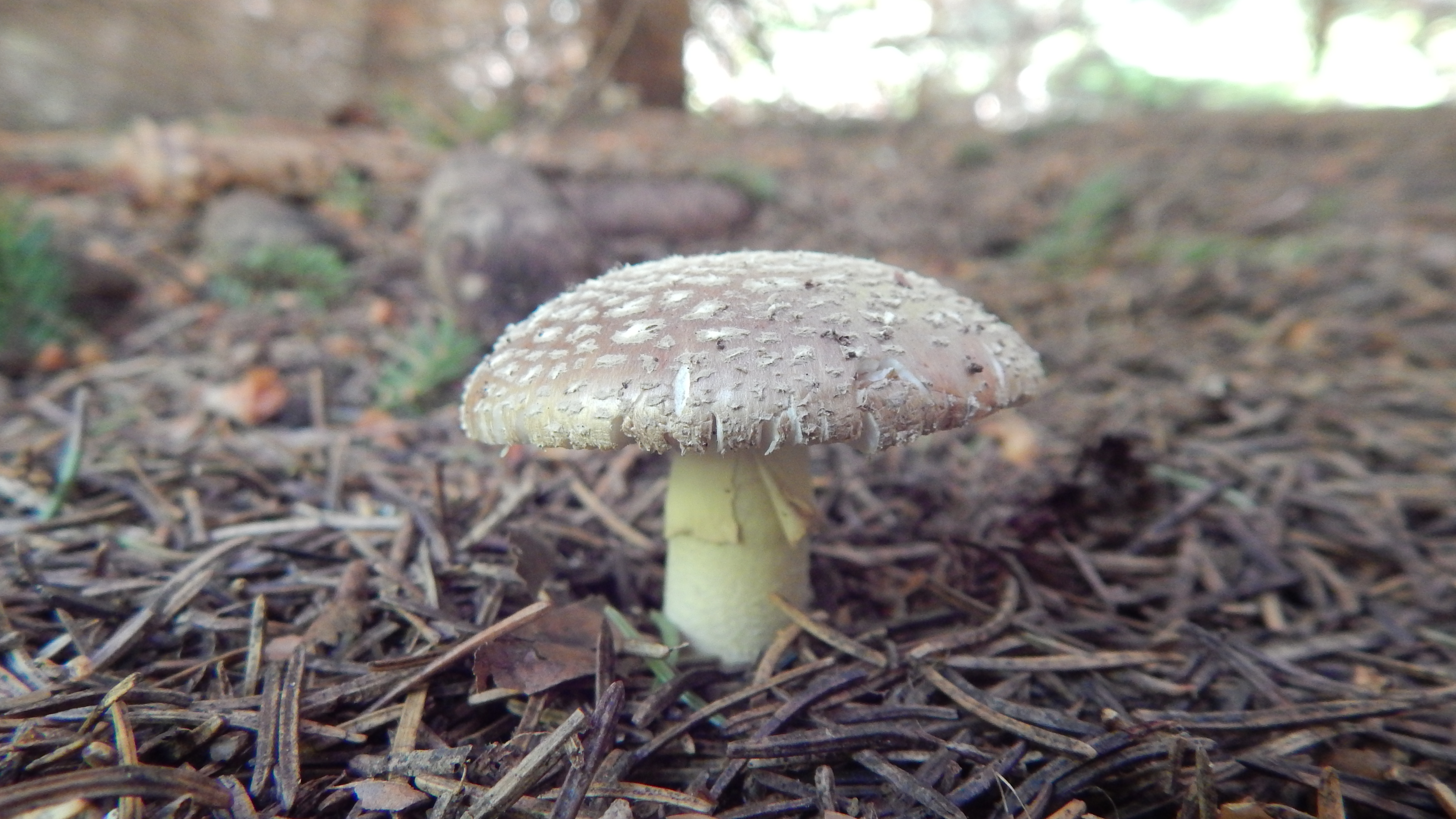
Amanita rubescens f. anulo sulphureus
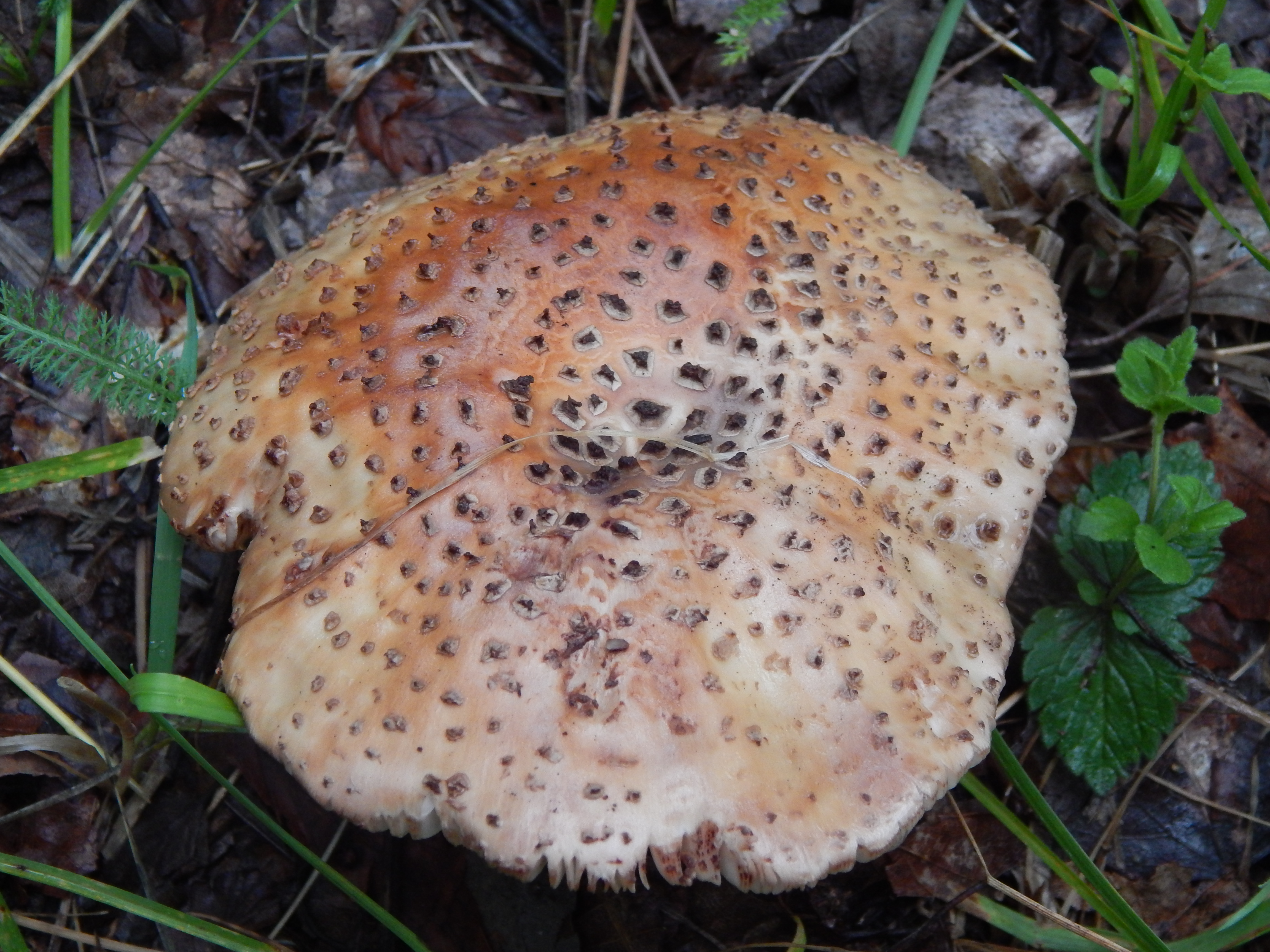
Amanita rubescens
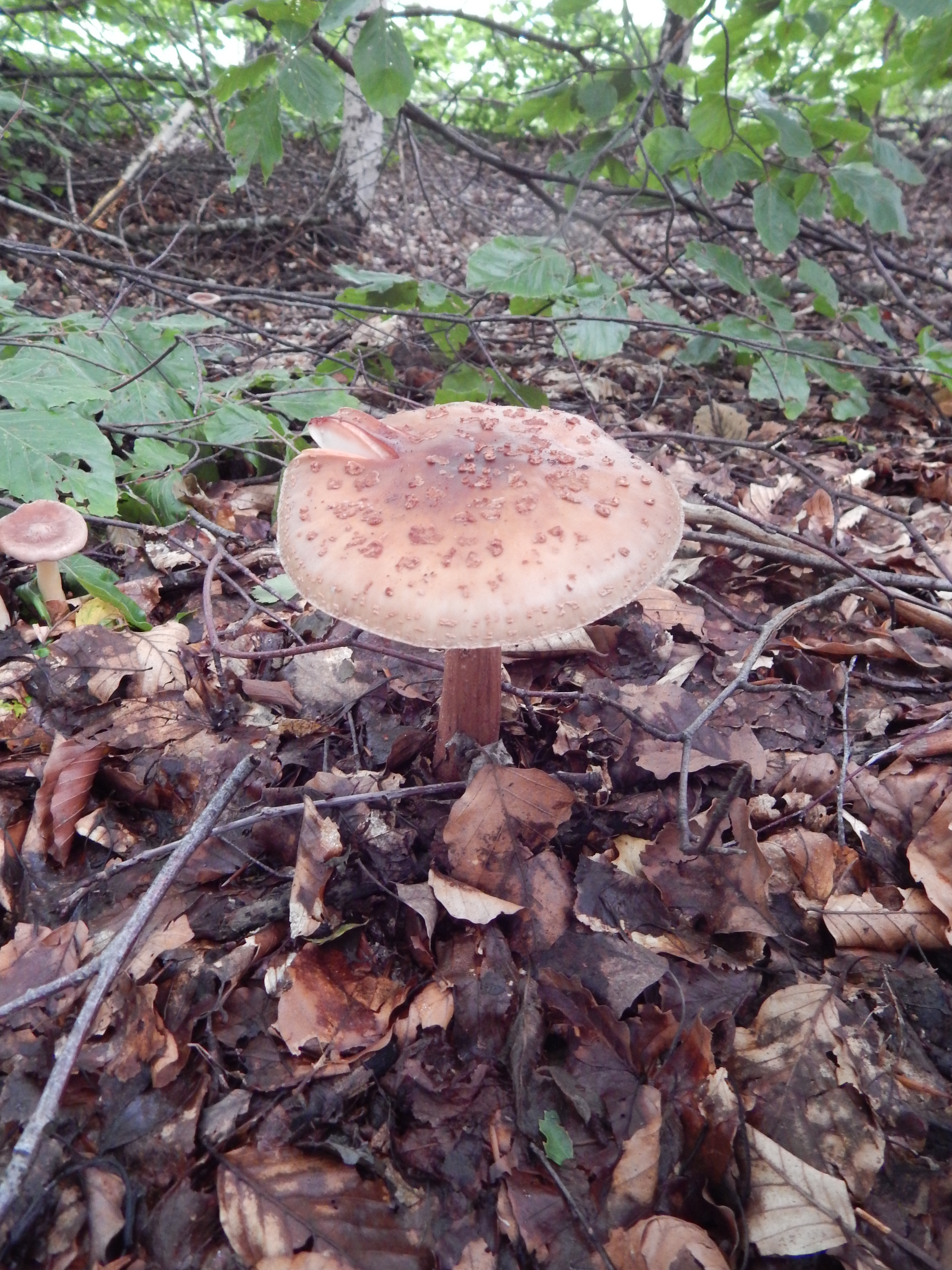
Amanita rubescens